# Краљевски орден Ђорђа I
Краљевски орден Ђорђа I (грч. Βασιλικόν Τάγμα Γεωργίου Α) је 16. јануара 1915. године основао краљ Константин XII (I) у спомен на краља Ђорђа Првог. Статути су донети 1921, а орден је укинут 15. децембра 1925. Реоснован је 16. новембра 1935. и измењен и допуњен 1937. Поново је укинут од стране Републике 25. септембра 1973, и замењен новим Орденом за заслуге. Додељиван је за изузетне грађанске и војне заслуге у шест степени, уз афилирано Спомен одликовање Ђорђа Првог у три степена. Степени Ордена су: Огрлица (никад није додељена), Велики крст (Μεγαλόσταυρος), Велики командир (Ανώτερος Ταξιάρχης), Командир (Ταξιάρχης), Златни крст (Χρυσός Σταυρός) и Сребрни крст (Αργυρός Σταυρός). У хијерархији краљевских грчких ордена заузимао је 2. место (3. ако се рачуна и Породични орден). Инсигније у војној групи разликују се по укрштеним мачевима од оних грађанске групе.
| Орденски степени | Орденски степени | Орденски степени | Орденски степени | Орденски степени |
| ---------------- | ---------------- | ---------------- | ---------------- | ---------------- |
| Велики крст      | Велики командир  | Командир         | Златан крст      | Сребрни крст     |

## Опис ордена
Орденски знак: серифни крст са дужим вертикалним стабом (патибулумом), позлаћен, у аверсу емајлиран бело. У надвишењу је позлаћена краљевска круна, а између кракова крста овални позлаћени ловоров венац. Реверс крста има хоризонталне краке исписане рељефним годинама 1863–1913 (године владавине Ђорђа Првог). У центру аверса крста је кружни црвено емајлирани медаљон са удвојеним крунисаним иницијалом ГГ I (Γεωργιος Γλυξμπουργ I – Ђорђе I Гликсбург), окружен бело емајлираним прстеном са краљевим мотом ΙΣΧΥΣ ΜΟΥ Ή ΑΓΑΠΗ ΤΟΥ ΛΑΟΥ (Моја снага је у љубави народа); реверсни медаљон је само танак прстен који окружује рељефну годину 1915 (година оснивања Ордена).

## Одликовани Срби
- Константин Поповић
- Др Јован Славковић